# 前橋市立粕川中学校
前橋市立粕川中学校（まえばししりつ かすかわちゅうがっこう）は、群馬県前橋市にある公立中学校。
前橋市内の中学校としては、最東端に位置する。

## 概要
1977年に、新校舎が完成し現在の場所に移転した。

## 部活動
- 科学部[1]
- 水泳部
- 吹奏楽部
- サッカー部
- ソフトテニス部
- 体操部
- 卓球部
- バレーボール部
- バスケットボール部
- 野球部
- 陸上部

## 校区
- 粕川町中之沢[2]
- 粕川町室沢
- 粕川町月田
- 粕川町稲里
- 粕川町新屋
- 粕川町込皆戸
- 粕川町深津
- 粕川町女渕
- 粕川町西田面
- 粕川町前皆戸
- 粕川町上東田面
- 粕川町下東田面
- 粕川町一日市
- 粕川町中
- 粕川町膳

## 本校の特色ある教育
- 学力の向上を目指した取り組み
- 地域と連携した教育活動の取り組み
- 読書活動の取り組み
- キャリア教育の充実を目指した取り組み

## 関係者

### 卒業生
- 北爪健吾（プロサッカー選手）